# L'io, il potere, le opere
L'io, il potere, le opere (sottotitolato Contributi da un'esperienza) è un saggio antologico del sacerdote cattolico e teologo Luigi Giussani, fondatore del movimento Comunione e Liberazione, pubblicato nel 2000.

## Storia editoriale
Pubblicato dall'editore Marietti, che da qualche anno realizzava volumi antologici di Giussani, il libro raccoglie interventi pubblici e lezioni del sacerdote brianzolo centrati sull'azione sociale del cristiano, suddivisi e ordinati secondo alcune categorie notevoli: potere, lavoro, opere e politica.
Molti dei testi, come di norma, erano già apparsi come inserti o redazionali dei mensile Tracce, organo ufficiale di Comunione e Liberazione, e 30 giorni nella Chiesa e nel mondo o in altre riviste e pubblicazioni.

## Contenuti
Il libro delinea il concetto di responsabilità, che secondo l'autore trova pieno compimento nella persona a partire dal senso religioso. Il senso di responsabilità spinge gli uomini a mettersi insieme, ad operare nella società alla ricerca di un bene più grande per tutti, e ad edificare, nel governo di un popolo, quel bene comune di tomistica memoria, ripreso dal magistero di papa Leone XIII.

## Edizioni
- Luigi Giussani, L'io, il potere, le opere, Genova-Milano, Marietti 1820, 2000,  p. 296, ISBN 88-211-6964-2.